# Лоїк Шове
Лоїк Шове (фр. Loïc Chauvet, нар. 30 квітня 1988, Фор-де-Франс) — мартиніканський і французький футболіст, воротар клубу «Казе Пійот» і національної збірної Мартиніки.

## Клубна кар'єра
У дорослому футболі дебютував 2010 року виступами за команду клубу «Казе Пійот», в якій провів один сезон. 
Своєю грою за цю команду привернув увагу представників тренерського штабу клубу «Голден Стар», до складу якого приєднався 2011 року і де провів наступні два сезони своєї ігрової кар'єри.
2013 року уклав контракт з клубом «Клуб Францискен», у складі якого провів наступні два роки своєї кар'єри гравця. 
До складу клубу «Казе Пійот» повернувся 2015 року.

## Виступи за збірну
2011 року дебютував в офіційних матчах у складі національної збірної Мартиніки. Наразі провів у формі головної команди країни 8 матчів, пропустивши 2 голи.
У складі збірної був учасником розіграшу Золотого кубка КОНКАКАФ 2013 року і розіграшу Золотого кубка КОНКАКАФ 2017 року.